# Campionato mondiale giovanile di scherma 2000
Il Campionato mondiale juniores di scherma del 2000 ("2000 World Juniors Fencing Championships") è stato organizzato dalla Federazione internazionale della scherma e si è svolto a South Bend in Stati Uniti d'America dal 18 al 19 aprile.
Nel fioretto, si sono aggiudicati i titoli del campionato mondiale il tedesco André Weßels, che ha battuto in finale il polacco Tomasz Cieply, e la statunitense Iris Zimmermann che ha avuto la meglio sulla magiara Katalin Varga.
Nella spada il francese Fabrice Jeannet ha battuto in finale il magiaro Arpad Horvat, ottenendo il titolo mondiale juniores maschile, mentre tra le donne l'estone Olga Aleksejeva ha superato la russa Tatiana Logunova.
Nella sciabola il tedesco Dennis Bauer prevale sul rumeno Florin Zalomir, mentre la francese Anne-Lise Touya ha battuto la nipponica Shoko Murakami.
Nel campionato mondiale juniores a squadre maschili, la nazionale francese ha prevalso nella finale del fioretto contro la Polonia, mentre la nazionale francese ha vinto nella spada contro la formazione polacca, ed infine la nazionale tedesca ha avuto la meglio sulla compagine magiara nella sciabola.
Nel campionato mondiale juniores a squadre femminili, la nazionale polacca ha prevalso nella finale del fioretto contro l'Ungheria, la Russia ha vinto nella spada contro la compagine francese, ed infine la formazione italiana ha avuto la meglio sulla nazionale statunitense nella sciabola.

## Podi

### Uomini
| Specialità  | Oro                                                                   | Argento                                                                           | Bronzo                                                                     |
| Individuali |                                                                       |                                                                                   |                                                                            |
| Fioretto    | André Weßels                                                          | Tomasz Cieply                                                                     | Przemyslaw Fogt Hamid Victor Sintes                                        |
| Spada       | Fabrice Jeannet                                                       | Arpad Horvat                                                                      | Érik Boisse Giacomo Falcini                                                |
| Sciabola    | Dennis Bauer                                                          | Florin Zalomir                                                                    | Ivan Lee Boris Sanson                                                      |
| A squadre   |                                                                       |                                                                                   |                                                                            |
| Fioretto    | Francia Brice Guyart Jérôme Jault Yann Lecabellec Hamid Victor Sintes | Polonia Tomasz Cieply Przemyslaw Fogt Krzysztof Pietrusiak Radoslaw Pietrusiewicz | Germania Dominik Behr Peter Joppich Jan-Simon Senft André Weßels           |
| Spada       | Francia Érik Boisse Gauthier Grumier Francois Jan Fabrice Jeannet     | Polonia Pavel Benisz Tomasz Motyka Michal Sobieraj Adam Wiercioch                 | Ucraina Dmytro Chumak Dmytro Karyuchenko Igor Reizlin Ernest Yatsyk        |
| Sciabola    | Germania Dennis Bauer Steven Bauer Christian Geiger Harald Stehr      | Ungheria Tamas Decsi Balázs Lengyel Sandor Neuhold Gabor Szelle                   | Ucraina Artem Dranyk Serhiy Isaenko Vladimir Lukashenko Vladislav Tret'jak |

### Donne
| Specialità  | Oro                                                                            | Argento                                                                       | Bronzo                                                                                   |
| Individuali |                                                                                |                                                                               |                                                                                          |
| Fioretto    | Iris Zimmermann                                                                | Katalin Varga                                                                 | Sylwia Gruchala Malgorzata Wojtkowiak                                                    |
| Spada       | Olga Aleksejeva                                                                | Tatiana Logunova                                                              | Audrey Descouts Anastasia Ferdman                                                        |
| Sciabola    | Anne-Lise Touya                                                                | Shoko Murakami                                                                | Ilaria Bianco Aleksandra Shelton                                                         |
| A squadre   |                                                                                |                                                                               |                                                                                          |
| Fioretto    | Polonia Sylwia Gruchala Alicja Kryczalo Natalia Sheppard Malgorzata Wojtkowiak | Ungheria Barbara Fonay Gabriella Hopka-Varga Szilvia Jeszenszky Katalin Varga | Stati Uniti Andrea Ament Emily Cross Erinn Smart Iris Zimmermann                         |
| Spada       | Russia Ekaterina Chourupina Tatiana Logunova Lyubov Shutova Anna Sivkova       | Francia Jeanne Colignon Sarah Daninthe Audrey Descouts Marie-Maud Moulin      | Polonia Malgorzata Bereza Olga Cygan Magdalena Grabowska Monika Johne                    |
| Sciabola    | Italia Ilaria Bianco Alessandra Lucchino Rosanna Pagano Alessia Tognolli       | Stati Uniti Amelia Gaillard Sada Jacobson Catherine Pack Mariel Zagunis       | Venezuela Alejandra Jhonay Benitez Romero Yerimar Gutierrez Yenny Nieves Tibisay Reinoso |

## Medagliere
| Pos.   | Nazione     | Oro | Argento | Bronzo | Totale |
| ------ | ----------- | --- | ------- | ------ | ------ |
| 1      | Francia     | 4   | 1       | 4      | 9      |
| 2      | Germania    | 3   | 0       | 1      | 4      |
| 3      | Polonia     | 1   | 3       | 4      | 8      |
| 4      | Stati Uniti | 1   | 1       | 3      | 5      |
| 5      | Russia      | 1   | 1       | 0      | 2      |
| 6      | Italia      | 1   | 0       | 2      | 3      |
| 7      | Estonia     | 1   | 0       | 0      | 1      |
| 8      | Ungheria    | 0   | 4       | 0      | 4      |
| 9      | Romania     | 0   | 1       | 0      | 1      |
| 9      | Giappone    | 0   | 1       | 0      | 1      |
| 11     | Ucraina     | 0   | 0       | 2      | 2      |
| 12     | Venezuela   | 0   | 0       | 1      | 1      |
| 12     | Israele     | 0   | 0       | 1      | 1      |
| Totale | Totale      | 12  | 12      | 18     | 42     |